# Estrecho Matha
El estrecho Matha es un estrecho que se extiende entre la isla Adelaida (o Belgrano) y el extremo sur de las islas Biscoe, adyacentes a la costa occidental de la península Antártica.
Corre en dirección noroeste-sudeste y es profundo y navegable. Por él penetra la onda de mar proveniente del mar de Bellingshausen. El hielo flotante penentra entre 3 y 5 kilómetros.

## Historia y toponimia
Fue descubierta en febrero de 1909 por la Cuarta Expedición Antártica Francesa, al mando de Jean-Baptiste Charcot, quien la denominó bahía Matha. Recibió su nombre en honor al teniente André Matha, segundo comandante de la Tercera Expedición Antártica Francesa, que se llevó a efecto entre los años 1903 y 1905, bajo la dirección de Charcot. La Expedición Británica a la Tierra de Graham (1934-1937), al mando de John Rymill, reconoció que en realidad se trataba de un estrecho y no de una bahía, modificando el nombre.

## Reclamaciones territoriales
Argentina incluye al estrecho en el departamento Antártida Argentina dentro de la provincia de Tierra del Fuego, Antártida e Islas del Atlántico Sur; para Chile forma parte de la comuna Antártica de la provincia Antártica Chilena dentro de la Región de Magallanes y de la Antártica Chilena; y para el Reino Unido integra el Territorio Antártico Británico. Las tres reclamaciones están sujetas a las disposiciones del Tratado Antártico.
Nomenclatura de los países reclamantes: 
- Argentina: estrecho Matha[5][6]
- Chile: estrecho Matha[7]
- Reino Unido: Matha Strait[4]